# Капітулярія
Капітулярії, Капітуляції (лат. capitulum, capitulare; від лат. caput— голова) — закони та розпорядження (укази) франкських королів із династії Каролінгів у VIII–IX століттях, що стосувалися різних сторін державного управління. Назва «капітулярії» походить від того, що їхній текст був розділений на окремі параграфи (капітули).
В Меровінгську добу такі розпорядження називалися звичайно decretum, decretio, constitutio, і дійшло їх від тієї доби до наших днів всього лише 9. При Каролінгах ці розпорядження отримують назву капітулярії (термін «капітулярій» з'явився вже за Піпіна Короткого (у 744 році). Згодом кількість капітуляріїв зростає, особливо за правління Карла Великого, який широко використовував їх у проведенні реформ. Текст капітулярія оголошував король на зібраннях вищих посадових осіб, які потім повідомляли про ці розпорядження на зборах місцевої знаті. В деяких випадках капітулярії оголошувалися народу на судових зборах (in mallo publico). Жодного оригіналу капітулярія до наших днів не дійшло. Збереглися лише збірники копій, найдавніший із них був складений у 827 році абатом Фонтенельського монастиря Ансегізом. У 840-х роках Бенедикт Левіта, диякон з Майнцу, склав інший збірник, сильно забарвлений тенденцією Лжеісідорових декреталій і має тому набагато менше значення, ніж збірник Ансегіза. Потім Ісак, єпископ Лангрським, і Герар, єпископ Турський, взяли з обох згаданих вище збірок постанови, що стосуються церкви, а король Лотар (у середині IX століття) склав збірник капітулярів для Італійського королівства.
За змістом капітулярії носили різноманітний характер. Багато з них стосувалося організації військової повинності, збереження миру в країні, управління завойованими землями. Видаючи капітулярії, королівська влада хотіла зміцнити владу своїх посланців (missi), намагалась упорядкувати організацію судочинства, захистити Церкву та її майно, а також «канонічний спосіб життя» духовенства. Трапляються і капітулярії, присвячені господарському життю королівського помістя (як-от «Капітулярій про помістя»).
До XII століття середньовічне європейське законодавство розвинулося настільки, що окремі, розрізнені, закони було зведено в дві великі збірки — «Звід цивільного права» та «Звід церковного права».